# Jefferson Farfán
Pour les articles homonymes, voir Farfán.
Jefferson Agustín Farfán Guadalupe (né le 26 octobre 1984 à Lima, Pérou) est un footballeur international péruvien qui évoluait en tant que milieu de terrain ou attaquant.

## Biographie

### Carrière en club

#### Parcours
Neveu de Roberto Farfán (du côté paternel) et de Luis Guadalupe (par sa mère), tous deux internationaux péruviens de la fin des années 1990, Jefferson Farfán est formé à l'Alianza Lima, où il côtoie Paolo Guerrero qui deviendra l'un de ses proches. Il y remporte trois championnats du Pérou en 2001, 2003 et 2004.
En juin 2004, il est transféré au PSV Eindhoven où il remporte quatre Eredivisie d'affilée de 2004-2005 à 2007-2008.
Par la suite, il s'engage pour quatre ans avec le FC Schalke 04 et devient rapidement incontournable au sein de l'effectif des Königsblauen, contribuant grandement à la deuxième place de la Bundesliga décrochée par le club en 2009-2010 et à la place de demi-finaliste de Ligue des champions de l'UEFA acquise en 2011. Cette même année, il gagne avec le club de la Ruhr la Coupe d'Allemagne de football.
En août 2015 il signe pour l'Al-Jazira, avec un salaire de trois millions d'euros par saison, avant de mettre un terme à son contrat avec le club émirati en octobre 2016. 
Fin janvier 2017, il s'engage avec le Lokomotiv Moscou, avec lequel il remporte le championnat de Russie en 2017-2018. Il signe en juin 2018 une prolongation de contrat de deux ans avec le club moscovite. Le 16 mai 2020, il est testé positif au Covid-19.
De retour au Pérou, Farfán revient à l'Alianza Lima – le club de ses débuts – en mars 2021. Il y prend sa retraite fin 2022 après avoir remporté deux championnats consécutifs en 2021 et 2022.

#### Caractéristiques
Rapide, vif, puissant et technique, Farfán possède à peu près le même profil qu'un Franck Ribéry, avec néanmoins une irrégularité qui l'a empêché de se distinguer parmi les meilleurs ailiers de la Bundesliga. Une efficacité aléatoire qui l'a desservi au moment de l'éclosion du jeune international allemand Julian Draxler ainsi que la concurrence avec le Ghanéen Kevin-Prince Boateng, arrivé à Schalke en 2013. Cependant, durant les sept années passées dans le club de la Ruhr, Farfán a été l'un des cadres de l'équipe.

### Carrière en sélection
Farfán a disputé à ce jour 102 matches internationaux avec l'équipe du Pérou et a marqué 27 buts dont 16 en éliminatoires de la Coupe du monde – 7 en 2006, 5 en 2014 et 4 en 2018 – ce qui en fait le meilleur buteur péruvien de tous les temps en phase de qualification au Mondial.
Présent à quatre Copa América en 2004 au Pérou, 2007 au Venezuela, 2015 au Chili et 2019 au Brésil, son équipe atteint toujours au moins les quarts de finale. Lors de la Copa América 2004, il se met en évidence en inscrivant un but en phase de groupe contre le Venezuela. Lors de la Copa América 2007, il délivre une passe décisive en phase de poule contre l'Uruguay. Lors de la Copa América 2019, il s'illustre contre la Bolivie, avec un but et une passe décisive. Le Pérou s'incline en finale face au Brésil, mais Farfán ne prend pas part à cette finale, en raison d'une blessure au genou.
Convoqué par le sélectionneur Ricardo Gareca, il participe avec le Pérou à sa première Coupe du Monde en 2018 en Russie, pays dont il dispute alors le championnat. Titulaire lors du premier match contre le Danemark, il débute sur le banc contre la France (il rentre à la mi-temps). Une blessure à l'entraînement l'empêche de disputer la dernière rencontre face à l'Australie.
Farfán inscrit quatre doublés avec le Pérou : tout d'abord contre l'Uruguay le 24 juillet 2003 en amical (défaite 3-4), puis face à la Bolivie le 12 octobre 2005, lors des éliminatoires du mondial 2006 (victoire 4-1), ensuite contre le Venezuela le 7 septembre 2012, lors des éliminatoires du mondial 2014 (victoire 2-1). Et enfin contre le Chili le 13 octobre 2015, lors des éliminatoires du mondial 2018 (défaite 3-4).

### Engagement politique
Il appelle à voter pour la candidate de droite Keiko Fujimori lors de l'élection présidentielle péruvienne de 2021.

## Statistiques

### Statistiques en club
| Saison                | Club                  | Championnat           | Championnat | Championnat | Coupe(s) nationale(s) | Coupe(s) nationale(s) | Compétition(s) continentale(s) | Compétition(s) continentale(s) | Compétition(s) continentale(s) | Total | Total |
| Saison                | Club                  | Division              | M.          | B.          | M.                    | B.                    | Comp.                          | M.                             | B.                             | M.    | B.    |
| 2001                  | Alianza Lima          | D1                    | 1           | 0           | -                     | -                     | -                              | -                              | -                              | 1     | 0     |
| 2002                  | Alianza Lima          | D1                    | 24          | 2           | -                     | -                     | CL                             | 3                              | 1                              | 27    | 3     |
| 2003                  | Alianza Lima          | D1                    | 33          | 12          | -                     | -                     | CL                             | 8                              | 0                              | 41    | 12    |
| 2004                  | Alianza Lima          | D1                    | 19          | 14          | -                     | -                     | CL                             | 5                              | 4                              | 24    | 18    |
| Sous-total            | Sous-total            | Sous-total            | 77          | 28          | -                     | -                     | -                              | 16                             | 5                              | 93    | 33    |
| 2004-2005             | PSV Eindhoven         | D1                    | 28          | 8           | 4                     | 0                     | C1                             | 13                             | 1                              | 45    | 9     |
| 2005-2006             | PSV Eindhoven         | D1                    | 31          | 21          | 5                     | 3                     | C1                             | 8                              | 2                              | 44    | 26    |
| 2006-2007             | PSV Eindhoven         | D1                    | 30          | 21          | 4                     | 2                     | C1                             | 8                              | 0                              | 42    | 23    |
| 2007-2008             | PSV Eindhoven         | D1                    | 29          | 7           | 0                     | 0                     | C1                             | 9                              | 2                              | 38    | 9     |
| Sous-total            | Sous-total            | Sous-total            | 118         | 57          | 13                    | 5                     | -                              | 38                             | 5                              | 169   | 67    |
| 2008-2009             | Schalke 04            | D1                    | 31          | 9           | 4                     | 3                     | C3                             | 6                              | 0                              | 41    | 12    |
| 2009-2010             | Schalke 04            | D1                    | 33          | 8           | 3                     | 0                     | -                              | -                              | -                              | 36    | 8     |
| 2010-2011             | Schalke 04            | D1                    | 28          | 3           | 7                     | 3                     | C1                             | 10                             | 4                              | 45    | 10    |
| 2011-2012             | Schalke 04            | D1                    | 23          | 4           | 1                     | 0                     | C3                             | 10                             | 0                              | 34    | 4     |
| 2012-2013             | Schalke 04            | D1                    | 27          | 6           | 1                     | 0                     | C1                             | 7                              | 1                              | 35    | 7     |
| 2013-2014             | Schalke 04            | D1                    | 19          | 9           | 2                     | 2                     | C1                             | 7                              | 1                              | 28    | 12    |
| 2014-2015             | Schalke 04            | D1                    | 9           | 0           | 0                     | 0                     | -                              | -                              | -                              | 9     | 0     |
| Sous-total            | Sous-total            | Sous-total            | 170         | 39          | 18                    | 8                     | -                              | 40                             | 6                              | 228   | 53    |
| 2015-2016             | Al-Jazira Club        | D1                    | 9           | 2           | 2                     | 0                     | -                              | -                              | -                              | 11    | 2     |
| 2016                  | Al-Jazira Club        | D1                    | 3           | 2           | 4                     | 1                     | -                              | -                              | -                              | 7     | 3     |
| Sous-total            | Sous-total            | Sous-total            | 12          | 4           | 6                     | 1                     | -                              | -                              | -                              | 18    | 5     |
| 2016-2017             | Lokomotiv Moscou      | D1                    | 6           | 1           | 2                     | 0                     | -                              | -                              | -                              | 8     | 1     |
| 2017-2018             | Lokomotiv Moscou      | D1                    | 22          | 10          | 1                     | 0                     | C3                             | 9                              | 4                              | 32    | 14    |
| 2018-2019             | Lokomotiv Moscou      | D1                    | 20          | 8           | 2                     | 0                     | C1                             | 4                              | 1                              | 26    | 9     |
| 2019-2020             | Lokomotiv Moscou      | D1                    | 3           | 1           | -                     | -                     | -                              | -                              | -                              | 3     | 1     |
| Sous-total            | Sous-total            | Sous-total            | 51          | 20          | 5                     | 0                     | -                              | 13                             | 5                              | 69    | 25    |
| 2021                  | Alianza Lima          | D1                    | 14          | 4           | -                     | -                     | -                              | -                              | -                              | 14    | 4     |
| 2022                  | Alianza Lima          | D1                    | 3           | 0           | -                     | -                     | -                              | -                              | -                              | 3     | 0     |
| Sous-total            | Sous-total            | Sous-total            | 17          | 4           | -                     | -                     | -                              | -                              | -                              | 17    | 4     |
| Total sur la carrière | Total sur la carrière | Total sur la carrière | 445         | 152         | 42                    | 14                    | -                              | 107                            | 21                             | 594   | 187   |

### En sélection nationale
| Saison                | Sélection             | Phases finales          | Phases finales | Phases finales | Phases finales | Éliminatoires CDM | Éliminatoires CDM | Éliminatoires CDM | Matchs amicaux | Matchs amicaux | Matchs amicaux | Total | Total | Total |
| Saison                | Sélection             | Compétition             | M              | B              | Pd             | M                 | B                 | Pd                | M              | B              | Pd             | M     | B     | Pd    |
| --------------------- | --------------------- | ----------------------- | -------------- | -------------- | -------------- | ----------------- | ----------------- | ----------------- | -------------- | -------------- | -------------- | ----- | ----- | ----- |
| 2002-2003             | Pérou                 | -                       | -              | -              | -              | -                 | -                 | -                 | 7              | 3              | 1              | 7     | 3     | 1     |
| 2003-2004             | Pérou                 | Copa América 2004       | 3              | 1              | 0              | 6                 | 2                 | 0                 | 3              | 0              | 0              | 12    | 3     | 0     |
| 2004-2005             | Pérou                 | -                       | -              | -              | -              | 8                 | 2                 | 0                 | -              | -              | -              | 8     | 2     | 0     |
| 2005-2006             | Pérou                 | -                       | -              | -              | -              | 3                 | 3                 | 0                 | -              | -              | -              | 3     | 3     | 0     |
| 2006-2007             | Pérou                 | Copa América 2007       | 3              | 0              | 1              | -                 | -                 | -                 | 4              | 1              | 0              | 7     | 1     | 1     |
| 2007-2008             | Pérou                 | -                       | -              | -              | -              | 4                 | 0                 | 1                 | -              | -              | -              | 4     | 0     | 1     |
| 2010-2011             | Pérou                 | Copa América 2011       | -              | -              | -              | -                 | -                 | -                 | 6              | 0              | 1              | 6     | 0     | 1     |
| 2011-2012             | Pérou                 | -                       | -              | -              | -              | 4                 | 1                 | 1                 | 3              | 0              | 0              | 7     | 1     | 1     |
| 2012-2013             | Pérou                 | -                       | -              | -              | -              | 6                 | 3                 | 0                 | 2              | 0              | 1              | 8     | 3     | 1     |
| 2013-2014             | Pérou                 | -                       | -              | -              | -              | 1                 | 1                 | 0                 | 1              | 0              | 0              | 2     | 1     | 0     |
| 2014-2015             | Pérou                 | Copa América 2015       | 4              | 0              | 0              | -                 | -                 | -                 | 1              | 1              | 0              | 5     | 1     | 0     |
| 2015-2016             | Pérou                 | Copa América Centenario | -              | -              | -              | 4                 | 3                 | 0                 | 2              | 1              | 0              | 6     | 4     | 0     |
| 2017-2018             | Pérou                 | Coupe du monde 2018     | 2              | 0              | 0              | 4                 | 1                 | 1                 | 5              | 2              | 2              | 11    | 3     | 3     |
| 2018-2019             | Pérou                 | Copa América 2019       | 3              | 1              | 1              | -                 | -                 | -                 | 6              | 1              | 0              | 9     | 2     | 1     |
| 2020-2021             | Pérou                 | Copa América 2021 4e    | -              | -              | -              | 2                 | 0                 | 0                 | -              | -              | -              | 2     | 0     | 0     |
| 2021-2022             | Pérou                 |                         | -              | -              | -              | 5                 | 0                 | 0                 | -              | -              | -              | 5     | 0     | 0     |
| Total sur la carrière | Total sur la carrière | Total sur la carrière   | 15             | 2              | 2              | 47                | 16                | 3                 | 40             | 9              | 5              | 102   | 27    | 10    |

### Buts en sélection
| Buts en sélection de Jefferson Farfán | Buts en sélection de Jefferson Farfán | Buts en sélection de Jefferson Farfán                        | Buts en sélection de Jefferson Farfán | Buts en sélection de Jefferson Farfán | Buts en sélection de Jefferson Farfán | Buts en sélection de Jefferson Farfán |
|                                       | Date                                  | Lieu                                                         | Adversaire                            | Score                                 | Résultat                              | Compétition                           |
| ------------------------------------- | ------------------------------------- | ------------------------------------------------------------ | ------------------------------------- | ------------------------------------- | ------------------------------------- | ------------------------------------- |
| 1.                                    | 23 février 2003                       | Estadio Alejandro Villanueva, Lima (Pérou)                   | Haïti                                 | 5-1                                   | 5-1                                   | Amical                                |
| 2.                                    | 24 juillet 2003                       | Estadio Nacional, Lima (Pérou)                               | Uruguay                               | 1-1                                   | 3-4                                   | Amical                                |
| 3.                                    | 24 juillet 2003                       | Estadio Nacional, Lima (Pérou)                               | Uruguay                               | 3-2                                   | 3-4                                   | Amical                                |
| 4.                                    | 6 septembre 2003                      | Estadio Nacional, Lima (Pérou)                               | Paraguay                              | 4-1                                   | 4-1                                   | QCM 2006                              |
| 5.                                    | 1er juin 2004                         | Stade Centenario, Montevideo (Uruguay)                       | Uruguay                               | 3-0                                   | 3-1                                   | QCM 2006                              |
| 6.                                    | 9 juillet 2004                        | Estadio Nacional, Lima (Pérou)                               | Venezuela                             | 1-0                                   | 3-1                                   | CA 2004                               |
| 7.                                    | 17 novembre 2004                      | Estadio Nacional, Lima (Pérou)                               | Chili                                 | 1-0                                   | 2-1                                   | QCM 2006                              |
| 8.                                    | 30 mars 2005                          | Estadio Nacional, Lima (Pérou)                               | Équateur                              | 2-2                                   | 2-2                                   | QCM 2006                              |
| 9.                                    | 3 septembre 2005                      | Estadio José Pachencho Romero, Maracaibo (Vénézuéla)         | Venezuela                             | 1-1                                   | 1-4                                   | QCM 2006                              |
| 10.                                   | 12 octobre 2005                       | Estadio Jorge Basadre, Tacna (Pérou)                         | Bolivie                               | 3-0                                   | 4-1                                   | QCM 2006                              |
| 11.                                   | 12 octobre 2005                       | Estadio Jorge Basadre, Tacna (Pérou)                         | Bolivie                               | 4-1                                   | 4-1                                   | QCM 2006                              |
| 12.                                   | 3 juin 2007                           | Stade Vicente Calderón, Madrid (Espagne)                     | Équateur                              | 1-0                                   | 2-1                                   | Amical                                |
| 13.                                   | 11 octobre 2011                       | Estadio Monumental David Arellano, Santiago du Chili (Chili) | Chili                                 | 2-3                                   | 2-4                                   | QCM 2014                              |
| 14.                                   | 7 septembre 2012                      | Estadio Nacional, Lima (Pérou)                               | Venezuela                             | 1-1                                   | 2-1                                   | QCM 2014                              |
| 15.                                   | 7 septembre 2012                      | Estadio Nacional, Lima (Pérou)                               | Venezuela                             | 2-1                                   | 2-1                                   | QCM 2014                              |
| 16.                                   | 22 mars 2013                          | Estadio Nacional, Lima (Pérou)                               | Chili                                 | 1-0                                   | 1-0                                   | QCM 2014                              |
| 17.                                   | 7 septembre 2013                      | Estadio Nacional, Lima (Pérou)                               | Uruguay                               | 1-2                                   | 1-2                                   | QCM 2014                              |
| 18                                    | 3 juin 2015                           | Estadio Nacional, Lima (Pérou)                               | Mexique                               | 1-0                                   | 1-1                                   | Amical                                |
| 19                                    | 8 septembre 2015                      | Red Bull Arena, Harrison (États-Unis)                        | Colombie                              | 1-1                                   | 1-1                                   | Amical                                |
| 20                                    | 13 octobre 2015                       | Estadio Nacional, Lima (Pérou)                               | Chili                                 | 1-1                                   | 3-4                                   | QCM 2018                              |
| 21                                    | 13 octobre 2015                       | Estadio Nacional, Lima (Pérou)                               | Chili                                 | 2-1                                   | 3-4                                   | QCM 2018                              |
| 22                                    | 13 novembre 2015                      | Estadio Nacional, Lima (Pérou)                               | Paraguay                              | 1-0                                   | 1-0                                   | QCM 2018                              |
| 23                                    | 15 novembre 2017                      | Estadio Nacional, Lima (Pérou)                               | Nouvelle-Zélande                      | 1-0                                   | 2-0                                   | QCM 2018                              |
| 24                                    | 27 mars 2018                          | Red Bull Arena, Harrison (États-Unis)                        | Islande                               | 3-1                                   | 3-1                                   | Amical                                |
| 25                                    | 29 mai 2018                           | Estadio Nacional, Lima (Pérou)                               | Écosse                                | 2-0                                   | 2-0                                   | Amical                                |
| 26                                    | 20 novembre 2018                      | Estadio Monumental de la UNSA, Arequipa (Pérou)              | Costa Rica                            | 2-2                                   | 2-3                                   | Amical                                |
| 27                                    | 18 juin 2019                          | Stade Maracanã, Rio de Janeiro (Brésil)                      | Bolivie                               | 2-1                                   | 3-1                                   | CA 2019                               |

NB : Les scores sont affichés sans tenir compte du sens conventionnel en cas de match à l'extérieur (Pérou-Adversaire).

## Palmarès

### En club
| Alianza Lima - Championnat du Pérou (5) : - Champion : 2001, 2003, 2004, 2021 et 2022. |  | PSV Eindhoven - Championnat des Pays-Bas (4) : - Champion : 2005, 2006, 2007 et 2008. - Coupe des Pays-Bas (1) : - Vainqueur : 2005. |  | FC Schalke 04 - Coupe d'Allemagne (1) : - Vainqueur : 2011. - Supercoupe d'Allemagne (1) : - Vainqueur : 2011. |  | Al-Jazira Club - Championnat des Émirats arabes unis (1) : - Champion : 2017. - Coupe des Émirats arabes unis (1) : - Vainqueur : 2016. |  | Lokomotiv Moscou - Championnat de Russie (1) : - Champion : 2018. - Coupe de Russie (2) : - Vainqueur : 2017 et 2019. |

### En équipe nationale
| Pérou - Copa América : - Finaliste : 2019. - Troisième : 2015. |  | Pérou -17 ans - Jeux bolivariens (1) : - Vainqueur : 2001. |